# Харткнох, Иоганн Фридрих
Иоганн Фридрих Харткнох (старший) (нем. Johann Friedrich Hartknoch, в старых русских источниках Гарткнох; 28 сентября 1740, Голдап — 1 апреля 1789, Рига) — курляндский издатель.

## Биография
Сын городского органиста. Изучал богословие в Кёнигсбергском университете. Поступив в книготорговую фирму Иоганна Якоба Кантера в Кёнигсберге, в 1762 г. был направлен в Митаву для открытия там её филиала. В 1767 году окончательно перебрался в Ригу, где открыл собственное дело.
Благодаря студенческой дружбе с Иоганном Готфридом Гердером привлёк к сотрудничеству его учителей — Иммануила Канта и Иоганна Георга Гамана. У Харткноха изданы основные труды Канта — «Критика чистого разума» (1781), «Пролегомены ко всякой будущей метафизике» (1783), «Критика практического разума» (1788). Им же опубликованы пьесы Фридриха Максимилиана Клингера, «Лифляндские ежегодники» Фридриха Конрада Гадебуша, журналы «Russische Bibliothek» (1772—1782) Людвига Бакмейстера и «Nordische Miscellaneen» (1781—1798) Августа Вильгельма Хупеля, ряд других важных для региона трудов. Одновременно с публикацией книг Харткнох начал печатать и музыкальные произведения, особенно местных композиторов — таких, как Иоганн Готфрид Мютель и И. Г. В. Пальшау. Через посредство Харктноха издающейся в Германии литературой снабжались Москва и Санкт-Петербург.

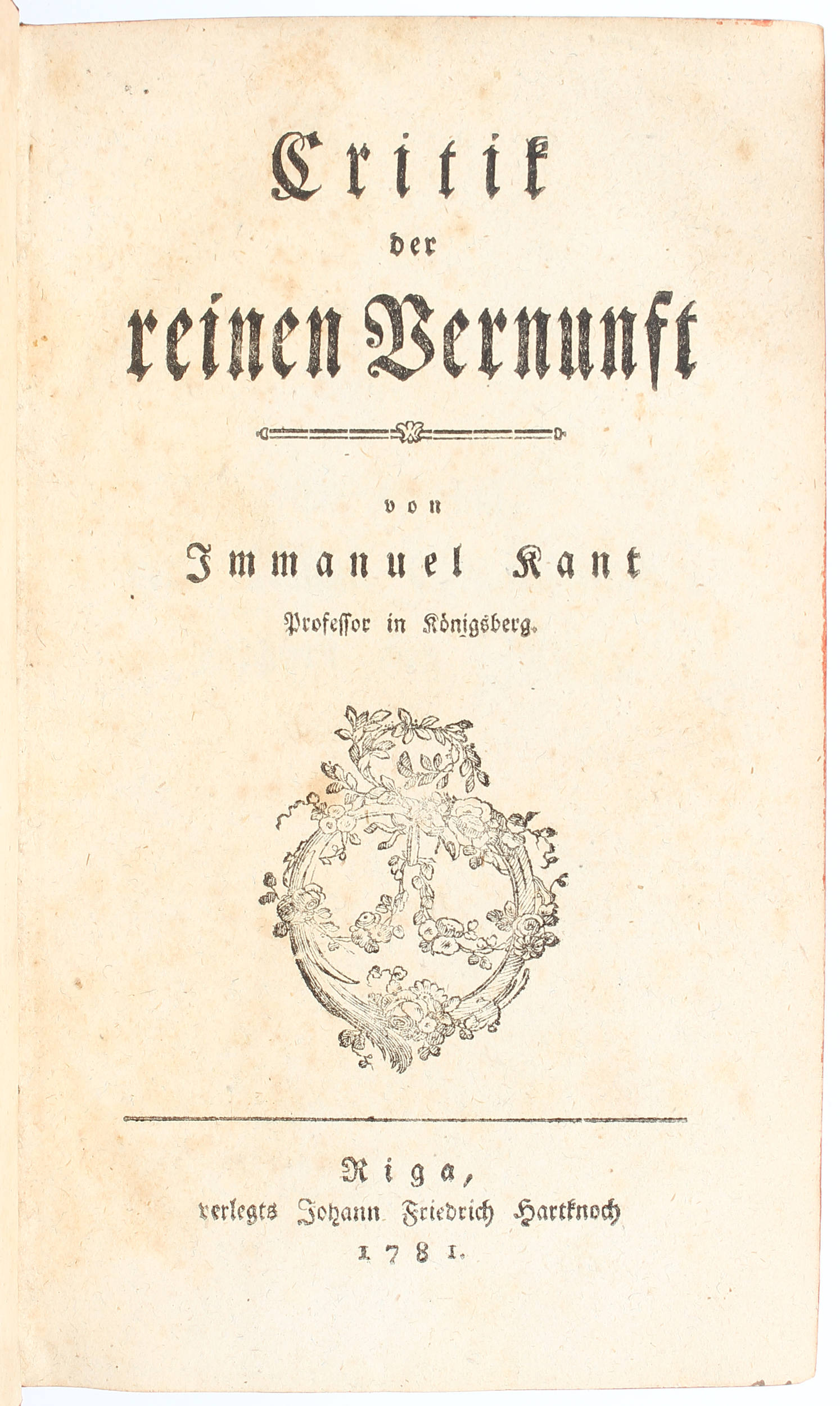
«Критика чистого разума» в издании Харткноха (титульный лист)

## Наследие
После смерти Харткноха его дело унаследовал сын, Иоганн Фридрих Харткнох-младший (1769—1819), в 1799 году перенёсший фирму в Лейпциг ввиду невозможности работать при новой российской власти и опубликовавший в 1803 году книгу «История гонений на книготорговцев Харткнохов в царствование Павла I» (нем. Geschichte der Gefangenschaft des Buchhandlers Hartknoch unter der Regierung Kayser Pauls des I). Внук, Карл Эдуард, стал успешным композитором. В том или ином виде издательство просуществовало до 1879 года, успев в 1869 году выпустить немецкий перевод «Алисы в Стране чудес» Льюиса Кэрролла, выполненный Антонией Циммерман под наблюдением автора (книга вышла одновременно в Лондоне и Лейпциге).

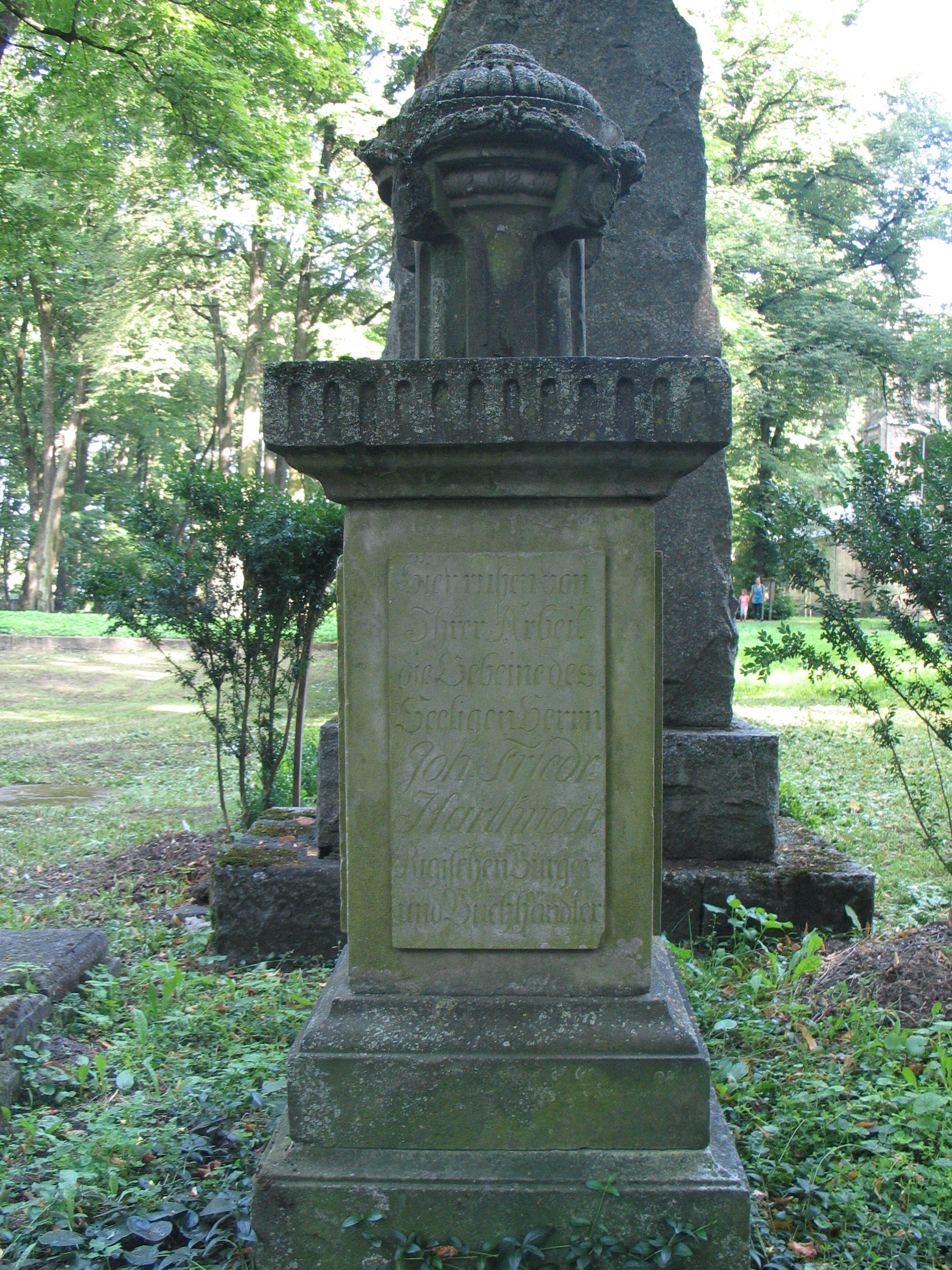
Надгробие Харткноха на рижском Большом кладбище